# Lista över kyrkliga kulturminnen i Västmanlands län
Förteckning över kyrkliga kulturminnen i Västmanlands län.

## Arboga kommun
| Namn                                          | Ursprunglig funktion                                     | Byggår | Arkitekt | Plats | Läge               | Anläggnings-ID | Bild                                    |
| --------------------------------------------- | -------------------------------------------------------- | ------ | -------- | ----- | ------------------ | -------------- | --------------------------------------- |
| Götlunda kyrka (Götlunda kyrka 1:1)           | Kyrka med begravningsplats (1 byggnad)                   |        |          |       | 59.35613, 15.66666 |                | Ladda upp en till bild av denna byggnad |
| Heliga Trefaldighets kyrka (Sturestaden 3:11) | Kyrka med begravningsplats (inga registrerade byggnader) |        |          |       | 59.39429, 15.84177 |                | Ladda upp en till bild av denna byggnad |
| Medåkers kyrka (Tåby 1:1)                     | Kyrka med begravningsplats (1 byggnad)                   |        |          |       | koordinater saknas |                | Ladda upp en till bild av denna byggnad |
| Sankt Nicolai kyrka (Sturestaden 3:5)         | Kyrka med begravningsplats (inga registrerade byggnader) |        |          |       | 59.39656, 15.84517 |                | Ladda upp en till bild av denna byggnad |
| Säterbo kyrka (Säterbo 1:4)                   | Kyrka med begravningsplats (1 byggnad)                   |        |          |       | 59.37928, 15.92280 |                | Ladda upp en till bild av denna byggnad |

## Fagersta kommun
| Namn                                          | Ursprunglig funktion                        | Byggår | Arkitekt | Plats | Läge               | Anläggnings-ID | Bild                                    |
| --------------------------------------------- | ------------------------------------------- | ------ | -------- | ----- | ------------------ | -------------- | --------------------------------------- |
| Skogskapellet (Västanfors 11:59)              | Gravkapell med begravningsplats (1 byggnad) |        |          |       | 59.99147, 15.80347 |                | Ladda upp en till bild av denna byggnad |
| Västanfors kyrka (Västanfors 11:59)           | Kyrka med begravningsplats (1 byggnad)      |        |          |       | 59.98798, 15.80633 |                | Ladda upp en till bild av denna byggnad |
| Västervåla kyrka (Västervåla kaplansgård 1:1) | Kyrka med begravningsplats (1 byggnad)      |        |          |       | 59.94058, 16.03284 |                | Ladda upp en till bild av denna byggnad |

## Hallstahammars kommun
| Namn                              | Ursprunglig funktion                   | Byggår | Arkitekt | Plats | Läge               | Anläggnings-ID | Bild                                    |
| --------------------------------- | -------------------------------------- | ------ | -------- | ----- | ------------------ | -------------- | --------------------------------------- |
| Bergs kyrka (Bergs prästgård 2:1) | Kyrka med begravningsplats (1 byggnad) |        |          |       | 59.59658, 16.16109 |                | Ladda upp en till bild av denna byggnad |
| Kolbäcks kyrka (KOLBÄCKS KYRKBY)  | Kyrka med begravningsplats (1 byggnad) |        |          |       | 59.55775, 16.22822 |                | Ladda upp en till bild av denna byggnad |
| Sankt Lars kyrka (Sankt Lars 5)   | Kyrka (1 byggnad)                      |        |          |       | 59.61743, 16.22937 |                | Ladda upp en till bild av denna byggnad |
| Svedvi kyrka (Berga 4:21)         | Kyrka med begravningsplats (1 byggnad) |        |          |       | 59.59200, 16.27242 |                | Ladda upp en till bild av denna byggnad |
| Säby kyrka (Säby prästgård 3:1)   | Kyrka med begravningsplats (1 byggnad) |        |          |       | 59.54890, 16.31138 |                | Ladda upp en till bild av denna byggnad |

## Kungsörs kommun
| Namn                                              | Ursprunglig funktion                   | Byggår | Arkitekt | Plats | Läge               | Anläggnings-ID | Bild                                    |
| ------------------------------------------------- | -------------------------------------- | ------ | -------- | ----- | ------------------ | -------------- | --------------------------------------- |
| Björskogs kyrka (Björskogs prästgård 4:8)         | Kyrka med begravningsplats (1 byggnad) |        |          |       | 59.44752, 15.95710 |                | Ladda upp en till bild av denna byggnad |
| Kung Karls kyrka (Kungsör 5:156)                  | Kyrka (1 byggnad)                      |        |          |       | 59.42438, 16.09643 |                | Ladda upp en till bild av denna byggnad |
| Kungs-Barkarö kyrka (Kungs Barkarö prästgård 1:2) | Kyrka med begravningsplats (1 byggnad) |        |          |       | 59.44867, 16.03702 |                | Ladda upp en till bild av denna byggnad |
| Torpa kyrka (Himmelsberga 1:8)                    | Kyrka med begravningsplats (1 byggnad) |        |          |       | 59.42188, 16.18664 |                | Ladda upp en till bild av denna byggnad |

## Köpings kommun
| Namn                                        | Ursprunglig funktion                             | Byggår | Arkitekt | Plats | Läge               | Anläggnings-ID | Bild                                    |
| ------------------------------------------- | ------------------------------------------------ | ------ | -------- | ----- | ------------------ | -------------- | --------------------------------------- |
| Bro kyrka (Bro prästgård 1:4)               | Kyrka med begravningsplats (1 byggnad)           |        |          |       | 59.50831, 15.91168 |                | Ladda upp en till bild av denna byggnad |
| Himmeta kyrka (Sticklinge 11:1)             | Kyrka med begravningsplats (1 byggnad)           |        |          |       | 59.49129, 15.86621 |                | Ladda upp en till bild av denna byggnad |
| Kolsva brukskyrka (Öster Kolsva 7:1)        | Kyrka sammanbyggd med församlingshem (1 byggnad) |        |          |       | 59.60103, 15.84368 |                | Ladda upp en till bild av denna byggnad |
| Köpings kyrka (Innerstaden 1:31)            | Kyrka med begravningsplats (1 byggnad)           |        |          |       | 59.51324, 15.98995 |                | Ladda upp en till bild av denna byggnad |
| Malma kyrka (Malma prästgård 1:7)           | Kyrka med begravningsplats (1 byggnad)           |        |          |       | 59.54125, 15.93330 |                | Ladda upp en till bild av denna byggnad |
| Munktorps kyrka (Munktorps prästgård 1:71)  | Kyrka med begravningsplats (1 byggnad)           |        |          |       | 59.53756, 16.13759 |                | Ladda upp en till bild av denna byggnad |
| Odensvi kyrka (Odensvi prästgård 3:7)       | Kyrka med begravningsplats (1 byggnad)           |        |          |       | 59.58373, 15.98562 |                | Ladda upp en till bild av denna byggnad |
| Västra Skedvi kyrka (Skedvi prästgård 1:20) | Kyrka med begravningsplats (1 byggnad)           |        |          |       | 59.57594, 15.69048 |                | Ladda upp en till bild av denna byggnad |

## Norbergs kommun
| Namn                             | Ursprunglig funktion                   | Byggår | Arkitekt | Plats | Läge               | Anläggnings-ID | Bild                                    |
| -------------------------------- | -------------------------------------- | ------ | -------- | ----- | ------------------ | -------------- | --------------------------------------- |
| Karbennings kyrka (Åsby 1:6)     | Kyrka med begravningsplats (1 byggnad) |        |          |       | 60.00922, 16.07628 |                | Ladda upp en till bild av denna byggnad |
| Norbergs kyrka (Norbergsby 77:1) | Kyrka med begravningsplats (1 byggnad) |        |          |       | 60.06586, 15.92253 |                | Ladda upp en till bild av denna byggnad |

## Sala kommun
| Namn                                          | Ursprunglig funktion                   | Byggår | Arkitekt | Plats | Läge               | Anläggnings-ID | Bild                                    |
| --------------------------------------------- | -------------------------------------- | ------ | -------- | ----- | ------------------ | -------------- | --------------------------------------- |
| Broddbo kapell (Broddbo 6:6)                  | Frikyrka (1 byggnad)                   |        |          |       | 59.98843, 16.47852 |                | Ladda upp en till bild av denna byggnad |
| Fläckebo kyrka (Fläckebo klockarbol 1:3)      | Kyrka med begravningsplats (1 byggnad) |        |          |       | 59.87481, 16.34411 |                | Ladda upp en till bild av denna byggnad |
| Kila kyrka (Kila prästgård 1:26)              | Kyrka med begravningsplats (1 byggnad) |        |          |       | 59.86999, 16.54505 |                | Ladda upp en till bild av denna byggnad |
| Kristina kyrka (Kristina 4:238)               | Kyrka med begravningsplats (1 byggnad) |        |          |       | 59.92031, 16.60211 |                | Ladda upp en till bild av denna byggnad |
| Kumla kyrka (Kumla klockrgård 1:12)           | Kyrka med begravningsplats (1 byggnad) |        |          |       | 59.84577, 16.63774 |                | Ladda upp en till bild av denna byggnad |
| Möklinta kyrka (Möklinta prästgård 5:1)       | Kyrka med begravningsplats (1 byggnad) |        |          |       | 60.08784, 16.54536 |                | Ladda upp en till bild av denna byggnad |
| Norrby kyrka (Norrby prästgård 1:2)           | Kyrka med begravningsplats (1 byggnad) |        |          |       | 59.91409, 16.62721 |                | Ladda upp en till bild av denna byggnad |
| Sala sockenkyrka (Sala klockargård 1:2)       | Kyrka med begravningsplats (1 byggnad) |        |          |       | 59.93214, 16.61744 |                | Ladda upp en till bild av denna byggnad |
| Tärna kyrka (Tärna prästgård 1:20)            | Kyrka med begravningsplats (1 byggnad) |        |          |       | 59.82172, 16.74556 |                | Ladda upp en till bild av denna byggnad |
| Västerfärnebo kyrka (Färnebo klockargård 2:1) | Kyrka med begravningsplats (1 byggnad) |        |          |       | 59.94479, 16.27904 |                | Ladda upp en till bild av denna byggnad |

## Skinnskattebergs kommun
| Namn                                       | Ursprunglig funktion                   | Byggår | Arkitekt | Plats | Läge               | Anläggnings-ID | Bild                                    |
| ------------------------------------------ | -------------------------------------- | ------ | -------- | ----- | ------------------ | -------------- | --------------------------------------- |
| Gunnilbo kyrka (Gunnilboby 5:1)            | Kyrka med begravningsplats (1 byggnad) |        |          |       | 59.80512, 15.85083 |                | Ladda upp en till bild av denna byggnad |
| Heds kyrka (Brickebo 1:7)                  | Kyrka med begravningsplats (1 byggnad) |        |          |       | 59.68075, 15.76515 |                | Ladda upp en till bild av denna byggnad |
| Skinnskattebergs kyrka (Prästgården 1:149) | Kyrka med begravningsplats (1 byggnad) |        |          |       | 59.82945, 15.68436 |                | Ladda upp en till bild av denna byggnad |

## Surahammars kommun
| Namn                                 | Ursprunglig funktion                   | Byggår | Arkitekt | Plats | Läge               | Anläggnings-ID | Bild                                    |
| ------------------------------------ | -------------------------------------- | ------ | -------- | ----- | ------------------ | -------------- | --------------------------------------- |
| Ramnäs kyrka (Ramnäs prästgård 1:62) | Kyrka med begravningsplats (1 byggnad) |        |          |       | 59.76343, 16.20899 |                | Ladda upp en till bild av denna byggnad |
| Sura kyrka (Västsura 10:1)           | Kyrka med begravningsplats (1 byggnad) |        |          |       | 59.70660, 16.19683 |                | Ladda upp en till bild av denna byggnad |
| Virsbo kapell (Virsbo 2:3)           | Kyrka med begravningsplats (1 byggnad) |        |          |       | 59.87501, 16.04963 |                | Ladda upp en till bild av denna byggnad |

## Västerås kommun
| Namn                                        | Ursprunglig funktion                                   | Byggår | Arkitekt | Plats | Läge               | Anläggnings-ID | Bild                                    |
| ------------------------------------------- | ------------------------------------------------------ | ------ | -------- | ----- | ------------------ | -------------- | --------------------------------------- |
| Badelunda kyrka (Badelunda kyrka 1:1)       | Kyrka med begravningsplats (1 byggnad)                 |        |          |       | 59.64058, 16.62814 |                | Ladda upp en till bild av denna byggnad |
| Björksta kyrka (Björksta prästgård 2:2)     | Kyrka med begravningsplats (1 byggnad)                 |        |          |       | 59.65097, 16.82901 |                | Ladda upp en till bild av denna byggnad |
| Bäckbykyrkan (Bäckbykyrkan 1)               | Kyrka (1 byggnad)                                      |        |          |       | 59.60024, 16.47330 |                | Ladda upp en till bild av denna byggnad |
| Dingtuna kyrka (Dingtuna kyrkby 1:14)       | Kyrka med begravningsplats (1 byggnad)                 |        |          |       | 59.56928, 16.40188 |                | Ladda upp en till bild av denna byggnad |
| Gideonsbergskyrkan (Gulmåran 1)             | Kyrka (1 byggnad)                                      |        |          |       | 59.62757, 16.55662 |                | Ladda upp en till bild av denna byggnad |
| Harakers kyrka (Harakers prästgård 1:4)     | Kyrka med begravningsplats (1 byggnad)                 |        |          |       | 59.77150, 16.45930 |                | Ladda upp en till bild av denna byggnad |
| Hubbo kyrka (Hubbo prästgård 1:5)           | Kyrka med begravningsplats (1 byggnad)                 |        |          |       | 59.67444, 16.60944 |                | Ladda upp en till bild av denna byggnad |
| Irsta kyrka (Irsta kyrkby 9:1)              | Kyrka med begravningsplats (1 byggnad)                 |        |          |       | 59.59862, 16.70612 |                | Ladda upp en till bild av denna byggnad |
| Kungsåra kyrka (Kungsbyn 12:1)              | Kyrka med begravningsplats (1 byggnad)                 |        |          |       | 59.59562, 16.79762 |                | Ladda upp en till bild av denna byggnad |
| Kärrbo kyrka (Kärrbo klockargård 1:2)       | Kyrka med begravningsplats (1 byggnad)                 |        |          |       | 59.55523, 16.75557 |                | Ladda upp en till bild av denna byggnad |
| Lillhärads kyrka (Lillhärads prästgård 1:3) | Kyrka med kyrkotomt, f.d. begravningsplats (1 byggnad) |        |          |       | 59.64731, 16.36424 |                | Ladda upp en till bild av denna byggnad |
| Lundby kyrka (Kanik-Lundby 2:2)             | Kyrka med begravningsplats (1 byggnad)                 |        |          |       | 59.57743, 16.46665 |                | Ladda upp en till bild av denna byggnad |
| Mikaelikyrkan (Rödbetan 1)                  | Kyrka sammanbyggd med församlingshem (1 byggnad)       |        |          |       | 59.60541, 16.51803 |                | Ladda upp en till bild av denna byggnad |
| Romfartuna kyrka (Romfartuna prästgård 1:3) | Kyrka med begravningsplats (1 byggnad)                 |        |          |       | 59.73053, 16.55821 |                | Ladda upp en till bild av denna byggnad |
| Rytterne kyrka (Fiholm 1:2)                 | Kyrka med begravningsplats (1 byggnad)                 |        |          |       | 59.49630, 16.34996 |                | Ladda upp en till bild av denna byggnad |
| Sevalla kyrka (Sevalla prästgård 2:1)       | Kyrka (1 byggnad)                                      |        |          |       | 59.73828, 16.71591 |                | Ladda upp en till bild av denna byggnad |
| Skerike kyrka (Skerikesby 4:10)             | Kyrka med begravningsplats (1 byggnad)                 |        |          |       | 59.64478, 16.48099 |                | Ladda upp en till bild av denna byggnad |
| Skultuna kyrka (Skultunaby 3:1)             | Kyrka med begravningsplats (1 byggnad)                 |        |          |       | 59.69973, 16.42848 |                | Ladda upp en till bild av denna byggnad |
| Tillberga kyrka (Tillbergaby 7:1)           | Kyrka med begravningsplats (1 byggnad)                 |        |          |       | 59.69808, 16.63143 |                | Ladda upp en till bild av denna byggnad |
| Tomaskyrkan (Cedern 1)                      | Kyrka (1 byggnad)                                      |        |          |       | 59.62135, 16.58983 |                | Ladda upp en till bild av denna byggnad |
| Tortuna kyrka (Tortuna prästgård 1:9)       | Kyrka med begravningsplats (1 byggnad)                 |        |          |       | 59.67762, 16.73089 |                | Ladda upp en till bild av denna byggnad |
| Viksängskyrkan (Viksängskyrkan 1)           | Kyrka (1 byggnad)                                      |        |          |       | 59.60564, 16.57973 |                | Ladda upp en till bild av denna byggnad |
| Västerås domkyrka (Domkyrkan 1)             | Kyrka med kyrkotomt, f.d. begravningsplats (1 byggnad) |        |          |       | 59.61254, 16.54137 |                | Ladda upp en till bild av denna byggnad |
| Västerås-Barkarö kyrka (Barkaröby 1:17)     | Kyrka med begravningsplats (1 byggnad)                 |        |          |       | 59.54773, 16.50708 |                | Ladda upp en till bild av denna byggnad |
| Ängsö kyrka (Ängsö gård 2:1)                |                                                        |        |          |       | 59.53331, 16.85550 |                | Ladda upp en till bild av denna byggnad |
| Önsta Gryta kyrka (Västra daggrosen 2)      | Kyrka sammanbyggd med församlingshem (1 byggnad)       |        |          |       | 59.64927, 16.53840 |                | Ladda upp en till bild av denna byggnad |